# U-551 (tàu ngầm Đức)
U-551 là một tàu ngầm tấn công  Lớp Type VII thuộc phân lớp Type VIIC được Hải quân Đức Quốc Xã chế tạo trong Chiến tranh Thế giới thứ hai. Nhập biên chế năm 1940, nó chỉ thực hiện được một chuyến tuần tra duy nhất và không đánh chìm được mục tiêu nào trước khi bị tàu đánh cá chống ngầm HMT Visenda của Hải quân Hoàng gia Anh thả mìn sâu đánh chìm trong Đại Tây Dương về phía Nam Iceland vào ngày 23 tháng 3, 1941.

## Thiết kế và chế tạo

### Thiết kế

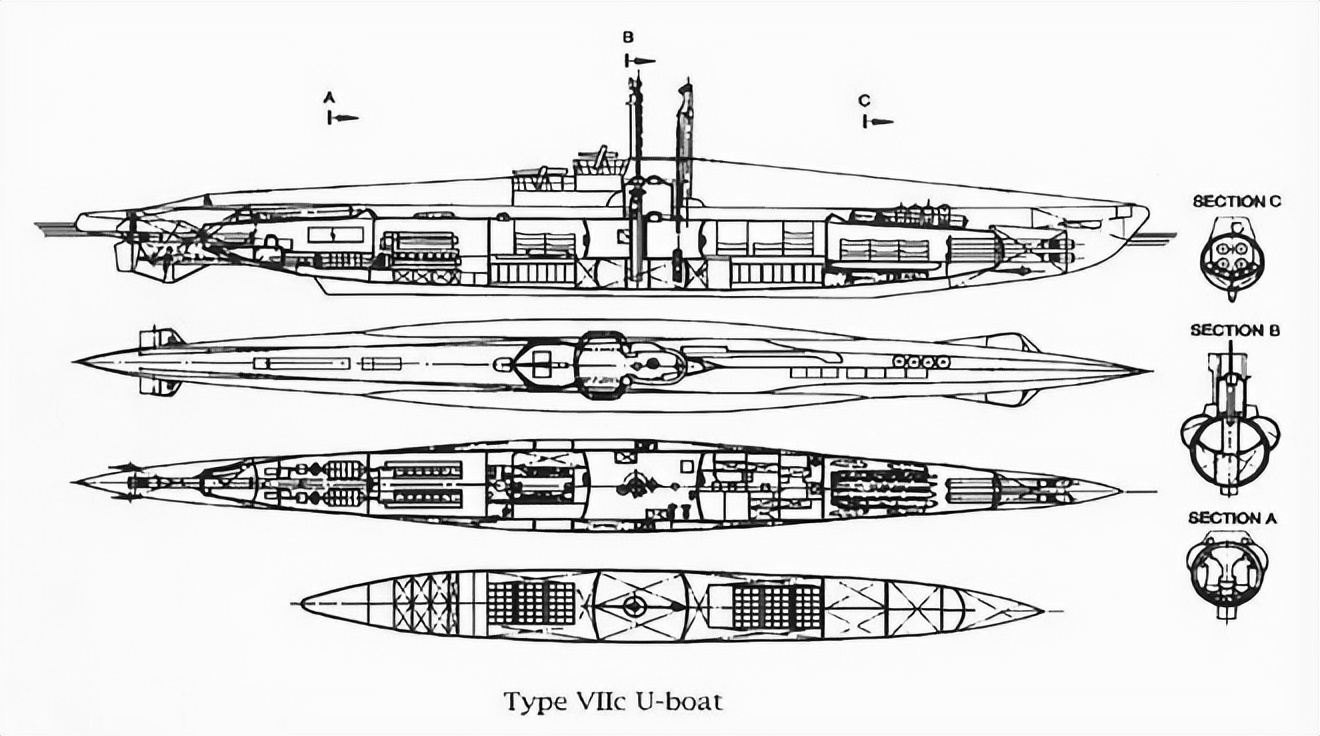
Sơ đồ các mặt cắt một tàu ngầm Type VIIC

Phân lớp VIIC của Tàu ngầm Type VII là một phiên bản VIIB được kéo dài thêm. Chúng có trọng lượng choán nước 769 t (757 tấn Anh) khi nổi và 871 t (857 tấn Anh) khi lặn). Con tàu có chiều dài chung 67,10 m (220 ft 2 in), lớp vỏ trong chịu áp lực dài 50,50 m (165 ft 8 in), mạn tàu rộng 6,20 m (20 ft 4 in), chiều cao 9,60 m (31 ft 6 in) và mớn nước 4,74 m (15 ft 7 in).
Chúng trang bị hai động cơ diesel Germaniawerft F46 siêu tăng áp 6-xy lanh 4 thì, tổng công suất 2.800–3.200 PS (2.100–2.400 kW; 2.800–3.200 bhp), dẫn động hai trục chân vịt đường kính 1,23 m (4,0 ft), cho phép đạt tốc độ tối đa 17,7 kn (32,8 km/h), và tầm hoạt động tối đa 8.500 nmi (15.700 km) khi đi tốc độ đường trường 10 kn (19 km/h). Khi đi ngầm dưới nước, chúng sử dụng hai động cơ/máy phát điện Garbe, Lahmeyer & Co. RP 137/c  tổng công suất 750 PS (550 kW; 740 shp). Tốc độ tối đa khi lặn là 7,6 kn (14,1 km/h), và tầm hoạt động 80 nmi (150 km) ở tốc độ 4 kn (7,4 km/h). Con tàu có khả năng lặn sâu đến 230 m (750 ft).
Vũ khí trang bị có năm ống phóng ngư lôi 53,3 cm (21 in), bao gồm bốn ống trước mũi và một ống phía đuôi, và mang theo tổng cộng 14 quả ngư lôi, hoặc tối đa 22 quả thủy lôi TMA, hoặc 33 quả TMB. Tàu ngầm Type VIIC bố trí một hải pháo 8,8 cm SK C/35 cùng một pháo phòng không 2 cm (0,79 in) trên boong tàu. Thủy thủ đoàn bao gồm 4 sĩ quan và 40-56 thủy thủ.

### Chế tạo
U-551 được đặt hàng vào ngày 25 tháng 9, 1939, và được đặt lườn tại xưởng tàu của hãng Blohm & Voss ở Hamburg vào ngày 21 tháng 11, 1939. Nó được hạ thủy vào ngày 14 tháng 9, 1940, và nhập biên chế cùng Hải quân Đức Quốc Xã vào ngày 7 tháng 11, 1940 dưới quyền chỉ huy của Hạm trưởng, Đại úy Hải quân Karl Schrott.

## Lịch sử hoạt động
Sau khi hoàn tất việc huấn luyện trong thành phần Chi hạm đội U-boat 7, U-551 tiếp tục ở lại cùng đơn vị này để hoạt động trên tuyến đầu cho đến khi bị mất.
U-551 di chuyển từ cảng Kiel, Đức đến cảng Bergen, Na Uy vào đầu tháng 3, 1941, rồi khởi hành từ Bergen vào ngày 18 tháng 3 cho chuyến tuần tra duy nhất trong chiến tranh. Nó dự định băng qua khe GI-UK giữa quần đảo Faroe và Iceland để vòng qua quần đảo Anh nhằm hoạt động tại vùng biển Đại Tây Dương. Tuy nhiên chỉ năm ngày sau đó, tại vùng biển về phía Nam Iceland, nó bị tàu đánh cá chống tàu ngầm HMT Visenda của Hải quân Hoàng gia Anh thả mìn sâu đánh chìm tại tọa độ 62°37′B 16°47′T / 62,617°B 16,783°T. Toàn bộ 45 thành viên thủy thủ đoàn của U-551 đều đã tử trận.